# (32006) Hallisey
2000 HM52 (asteroide 32006) é um asteroide da cintura principal. Possui uma excentricidade de 0.10990250 e uma inclinação de 6.27413º.
Este asteroide foi descoberto no dia 29 de abril de 2000 por LINEAR em Socorro.